# Gerhard Dünnhaupt

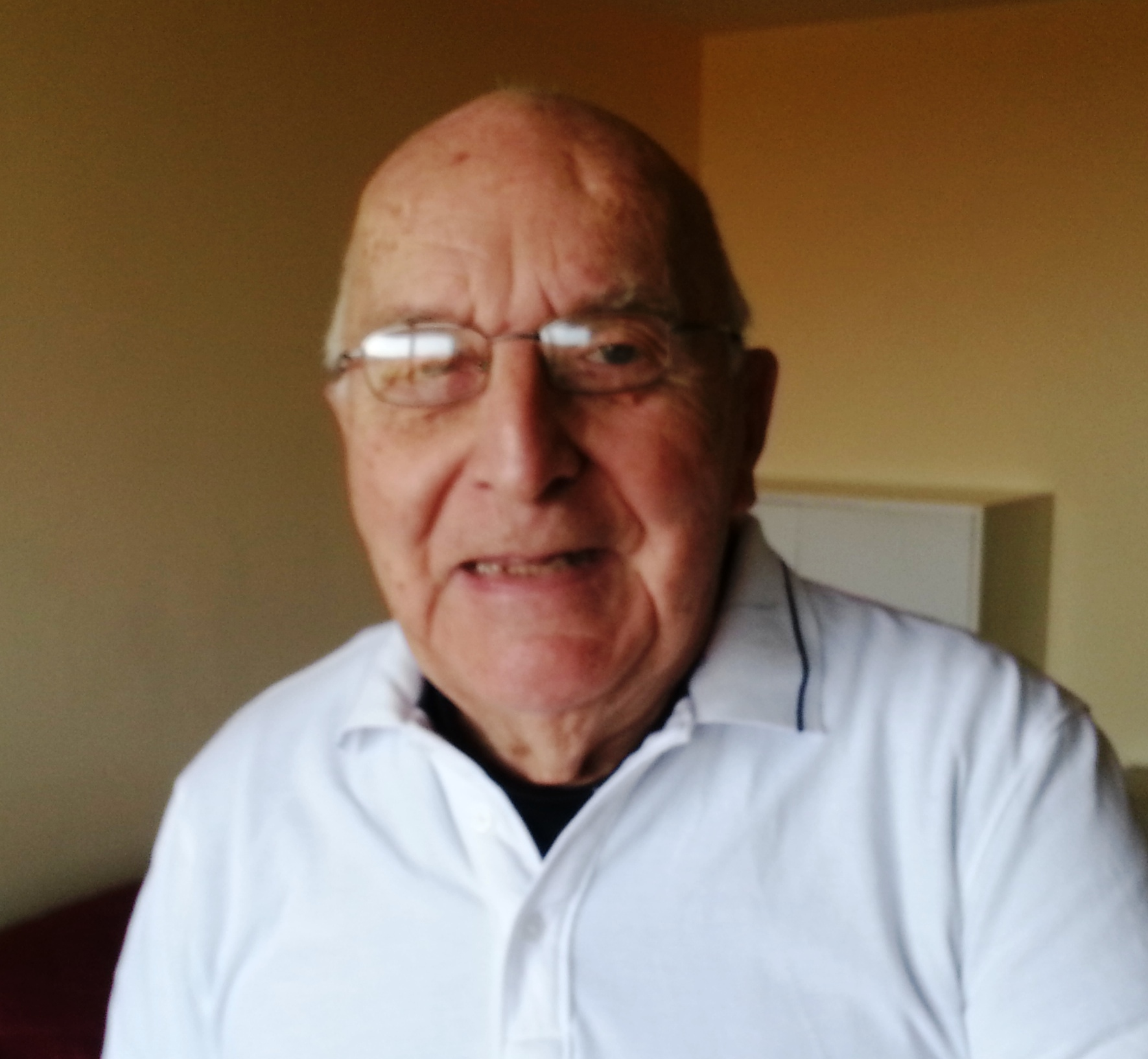
Gerhard Dünnhaupt, 2012

Gerhard Dünnhaupt, FRSC (* 15. August 1927 in Bernburg (Saale) – 17. November 2024 in Toronto) war ein deutscher Germanist, Bibliograph und Buchhistoriker. Er verfasste eine kommentierte Bibliographie zur deutschen Barock-Literatur.

## Herkunft und Werdegang
Gerhard Dünnhaupt war der Sohn eines Buchdruckers und Zeitungsverlegers aus Köthen (Anhalt). Mütterlicherseits stammte er aus einer alten Familie aus Bernburg, wo er das Ludwigsgymnasium besuchte, bis er gegen Kriegsende eingezogen wurde und als Luftwaffenhelfer nach Ilberstedt kam. Nach dem Krieg machte er eine Schriftsetzerlehre, die er mit der Gesellenprüfung am Bauhaus Dessau abschloss. 1949 folgte der Meistertitel an der Gutenbergschule in Leipzig. Danach wurde er Druckereileiter in Gießen. 1952 emigrierte er nach Toronto, wo er zunächst als Drucker arbeitete. Er studierte ab 1964 Moderne Sprachen und Literaturen an der University of Toronto und promovierte 1972 an der Brown University (USA) über die deutschen Versionen der italienischen Epen von Ludovico Ariosto und Torquato Tasso.
Seit 1972 lehrte er Germanistik und Bibliographie an der University of Washington, vier Jahre später wechselte er an die University of Michigan in Ann Arbor, wo er bis 1992 Literaturwissenschaft und Komparatistik lehrte. Zwischendurch erfüllte er auch Gastprofessuren an der University of Illinois, der Universität Göttingen und der Cornell University.  Seit 1992 war er Professor Emeritus der University of Michigan und zugleich Honorarprofessor an der Queen’s University in Kingston (Kanada). Dünnhaupt war Ehrenmitglied der Modern Language Association sowie Elected Fellow und Life Member der Royal Society of Canada (Académies des arts, des lettres et des sciences du Canada).

## Forschungsschwerpunkte
Dünnhaupts Forschungsschwerpunkte waren die deutsche Renaissance- und Barockliteratur sowie die Bibliographie und die Buch- und Kulturgeschichte der Frühen Neuzeit. Die Fruchtbringende Gesellschaft (1617–1680) und die Geschichte seiner anhaltischen Heimat gehörten gleichfalls zu den in zahlreichen Artikeln behandelten Themen. Er war als Herausgeber der „Rarissima litterarum“ und Rezensionsschriftleiter der „Michigan Germanic Studies“ maßgeblich.  Im September 1983 organisierte er die „Martin Luther Quincentennial Conference“.

## Ehrungen
- Für sein kommentiertes Bibliographisches Handbuch der Barockliteratur wurde ihm der Prix Triennal de Bibliographie der International League of Antiquarian Booksellers (ILAB) verliehen.

## Schriften
- Bibliographisches Handbuch der Barockliteratur: Hundert Personalbibliographien deutscher Autoren des 17. Jahrhunderts.  3 Bde. Hiersemann,  Stuttgart 1980–1981, ISBN 3-7772-8029-1
- Diederich von dem Werder. Versuch einer Neuwertung seiner Hauptwerke.  Herbert Lang, Bern 1973, ISBN 3-261-01084-3
- Die Fürstliche Druckerei zu Köthen. (AGB XX.4). Buchhändler-Vereinigung, Frankfurt am Main 1979, ISBN 3-7657-0934-4
- Personalbibliographien zu den Drucken des Barock. 6 Bde. Anton Hiersemann, Stuttgart 1990–1993, ISBN 3-7772-9012-2

Herausgeberschaft
- Rarissima litterarum (Herausgeber)
- Michigan Germanic Studies (Mitherausgeber)
- Torquato Tasso (Verf.), Diederich von dem Werder (Übers.): Gottfried von Bulljon.  Niemeyer, Tübingen 1974, ISBN 3-484-16020-9
- Andreas Gryphius: Horribilicribrifax Teutsch. Scherzspiel. Kritische Ausgabe. Reclam, Stuttgart 1976 u.ö.  ISBN 3-15-000688-0
- Andreas Gryphius: Absurda Comica oder Herr Peter Squenz. Schimpfspiel. Kritische Ausgabe.  Reclam, Stuttgart 1983 u.ö.  ISBN 3-15-007982-9
- Giovanni Francesco Loredano (Verf.), Diederich von dem Werder (Übers.): Dianea oder Rähtselgedicht.  Nachdruck der Ausgabe 1644. Peter Lang, Bern 1984, ISBN 3-261-01833-X
- Martin Luther Quincentennial.  Wayne State Univ. Press, Detroit 1985, ISBN 0-8143-1774-X
- Abraham a Sancta Clara: Stern so aus Jacob aufgangen Maria.  Hiersemann, Stuttgart 1994, ISBN 3-7772-9423-3
- Johann Ludwig Prasch: Gründliche Anzeige von Fürtrefflichkeit und Verbesserung teutscher Poesie.  Hiersemann, Stuttgart 1995, ISBN 3-7772-9426-8
- Gabriel Rollenhagen: Vier Bücher wunderbarlicher … und unglaublicher indianischer Reisen.  Hiersemann, Stuttgart 1995, ISBN 3-7772-9424-1
- „Perseus Sperantes“ (Ps.): Der Königliche Einspruch (dt. Fassung des anon. höfischen Romans 'Jehan de Paris', ca. 1494).  Hiersemann, Stuttgart 1995, ISBN 3-7772-9514-0
- vermutlich Johannes Riemer: Der ausgekehrte politische Feuermäuerkehrer.  Hiersemann, Stuttgart 1996, ISBN 3-7772-9605-8
- Johann Joseph Beckh: Elbianische Florabella … nach Arth einer Schäfferey.  Hiersemann, Stuttgart 1997, ISBN 3-7772-9627-9
- Johann Vogel mit Georg Philipp Harsdörffer: Icones mortis. Hiersemann, Stuttgart 1998 (Totentanzdichtung).  ISBN 3-7772-9822-0
- Conrad Vetter: Paradeißvogel.  Hiersemann, Stuttgart 1999 (katholisches Liederbuch von 1613).  ISBN 3-7772-9923-5